# TAVエアポーツ・ホールディング
TAVエアポート・ホールディング（TAV Airports Holding）はテペとアクフェン・ホールディングの合弁企業として1997年に設立された。主に東欧、中東を中心とした10以上の空港の運営を手がけている。空港の運営以外にも免税店、飲食店、グラウンドハンドリング、IT、警備などの事業も行なっている。2010年の段階では収入のうち55%は直接的な航空関連からの収益ではなかった。
2012年3月12日、株式のうち38%をADPグループに約8.74億ドルで売却する計画をたてていることを発表した。この売却価格は株価終値に32%を上乗せした価格であった。会長のHamdi Akın 。とCEOのSani Şenerは続投した。

## 運営している空港
以下の空港を運営している。
 ジョージア
- バトゥミ国際空港
- トビリシ国際空港

 ラトビア
- リガ国際空港

 北マケドニア
- スコピエ空港
- オフリド空港（英語版）

 サウジアラビア
- プリンス・モハンマド・ビン・アブドゥルアズィーズ国際空港

 チュニジア
- エンフィダ＝ハンマメット国際空港
- モナスティル・ハビーブ・ブルギーバ国際空港（英語版）

 トルコ
- アドナン・メンデレス空港
- アタテュルク国際空港
- エセンボーア国際空港
- ガジパシャ空港（英語版）

 クロアチア
- ザグレブ国際空港[6]